# Diccionario biográfico español
El Diccionario biográfico español es un diccionario biográfico publicado por la Real Academia de la Historia. Tiene una edición digital, el DB~e o Diccionario Biográfico electrónico.

## Historia
Felipe V aprobó el 23 de mayo de 1735 la creación de la Real Academia de la Historia. Su primer director, Agustín de Montiano y Luyando, propuso la elaboración de un Diccionario histórico-crítico de España. Sin embargo, la escasez de recursos provocó que la redacción del Diccionario biográfico español no se acometiera hasta finales del siglo XX.

## Edición impresa
Gonzalo Anes —director de la Academia por aquel entonces—, Jaime Olmedo y Quintín Aldea Vaquero fueron los editores del diccionario, cuya redacción llevaron a cabo 5000 historiadores a lo largo de diez años. Consta de cincuenta volúmenes, 45 000 páginas y 40 000 biografías de figuras notables de la historia de España, desde el siglo VII a. C. hasta el presente. Los primeros veinticinco volúmenes salieron a la luz en 2011 y la edición se completó con el resto en 2013.

## Edición en línea: Diccionario Biográfico electrónico
Los reyes Felipe VI y Letizia encabezaron la presentación de la edición electrónica en 2018, aunque parte del material ya estaba disponible desde antes. Carmen Iglesias, directora de la Academia desde 2014, fue la responsable de esta edición, que difiere en algunos aspectos respecto de la edición impresa inmediatamente anterior. Se pretende, además, que los posibles errores que pudiere haber se vayan corrigiendo sobre la marcha.
Mientras que la edición impresa contiene información acerca de personas vivas, la electrónica se limita, por el momento, a las ya fallecidas. De hecho, el diccionario recibió críticas devenidas de la dificultad de escribir acerca de figuras aún vivas. Otra de las fuentes de crítica fue el hecho de que en la entrada de Francisco Franco no se hiciera alusión a su condición de dictador. En la versión en línea, esto se revisó.